# Houssam El Kord
Houssam El Kord, även stavat El-Kord (arabiska: حسام الكرد), född 24 februari 1993, är en marockansk fäktare som tävlar i värja. Hans syster Camélia El Kord är också fäktare.

## Karriär
Vid olympiska sommarspelen 2020 i Tokyo, som arrangerades 2021, blev El Kord utslagen i åttondelsfinalen i värja av ungerske Gergely Siklósi. Vid olympiska sommarspelen 2024 i Paris blev han utslagen i sextondelsfinalen i värja av kazakiske Ruslan Kurbanov.